# Parcheș
Parcheș – wieś w Rumunii, w okręgu Tulcza, w gminie Somova. W 2011 roku liczyła 680 mieszkańców.